# Шимоносеки
Шимоносеки (јап. 下関市) град је у Јапану у префектури Јамагучи. Према попису становништва из 2005. у граду је живело 290.693 становника.

## Становништво
Према подацима са пописа, у граду је 2005. године живело 290.693 становника.
| 1995.   | 2000.   | 2005.   |
| ------- | ------- | ------- |
| 310.717 | 301.097 | 290.693 |